# Piedestał

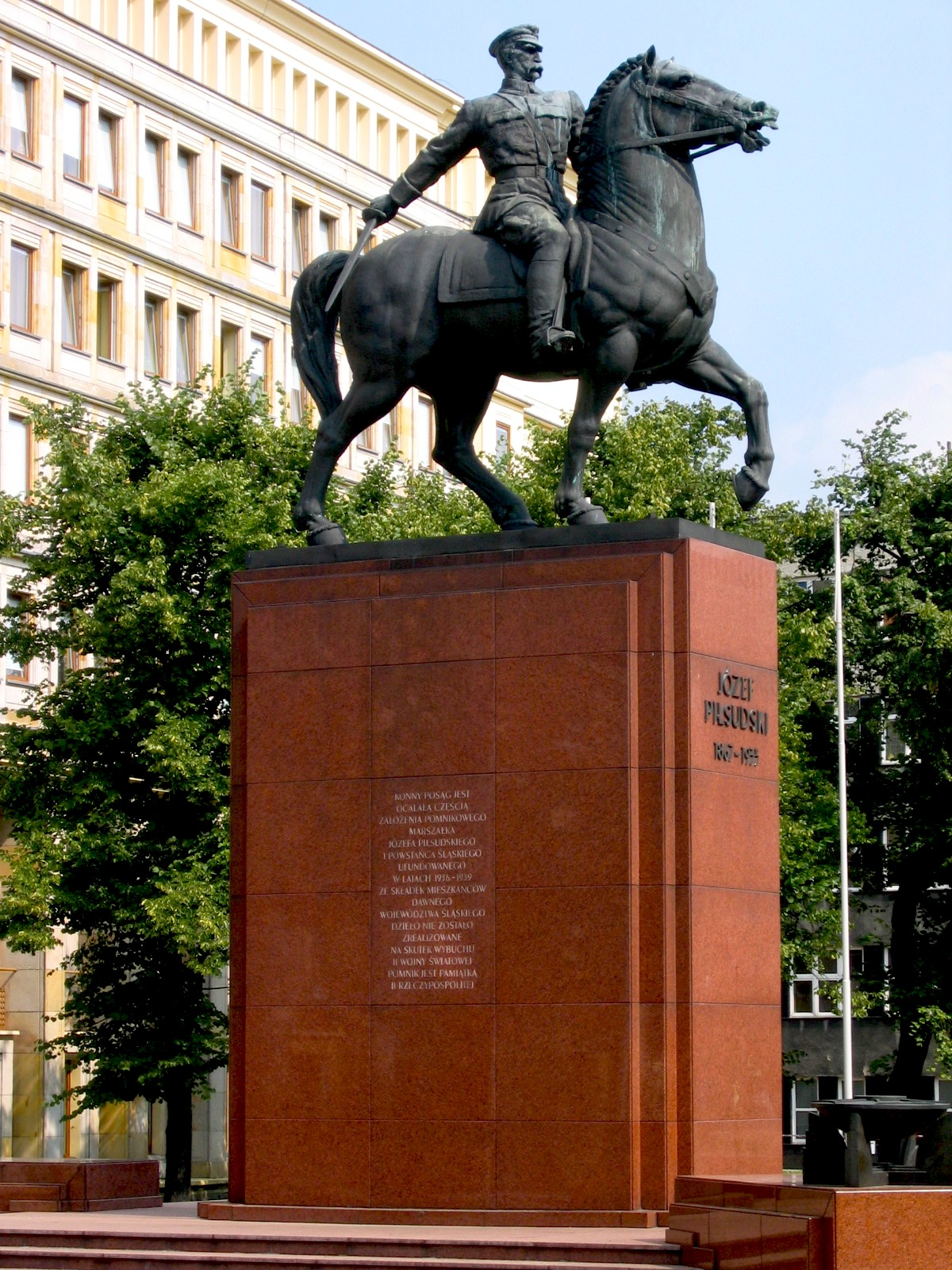
Pomnik Józefa Piłsudskiego w Katowicach

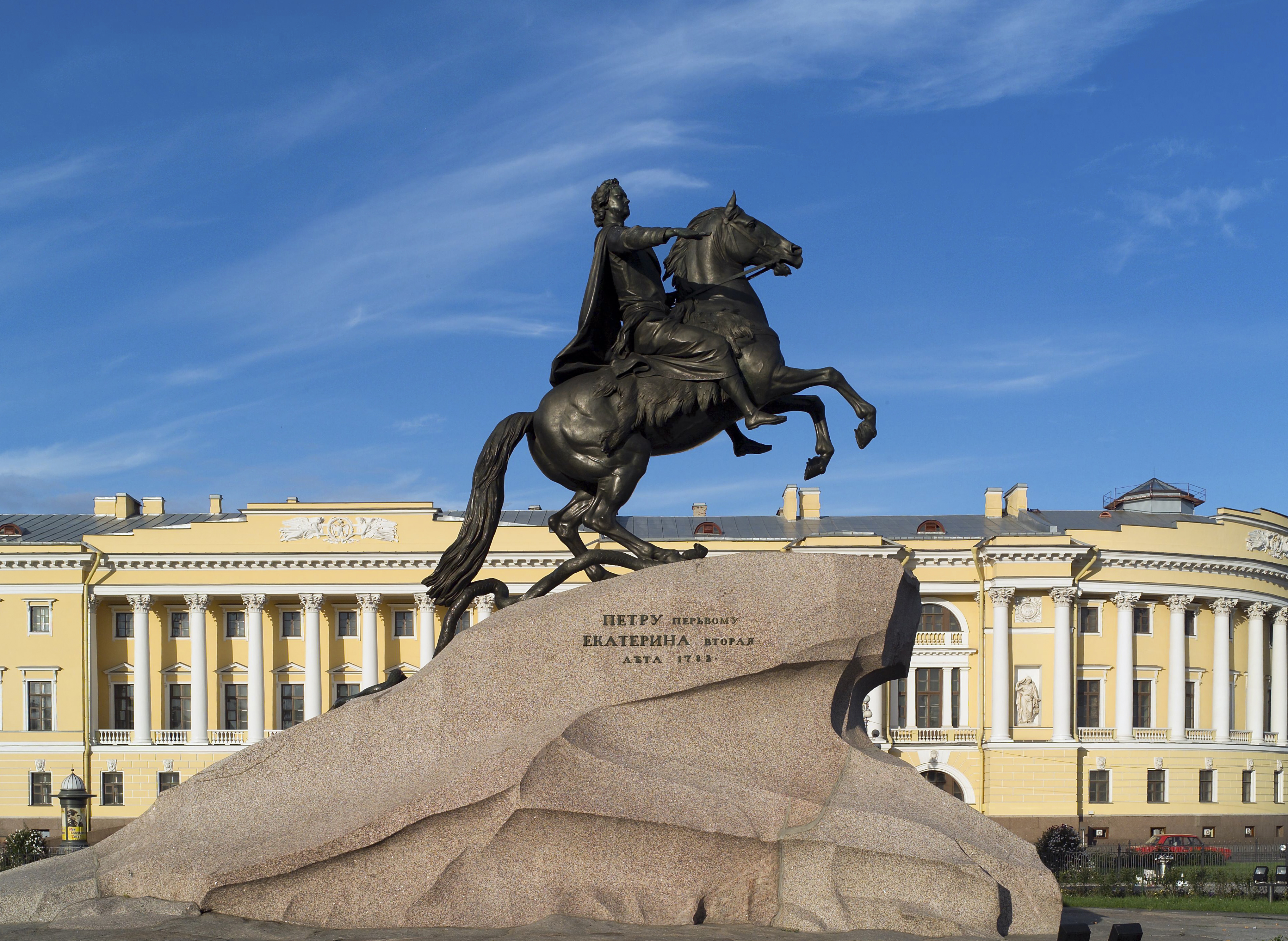
Pomnik Piotra I w Petersburgu na placu Senackim

Piedestał (z wł. piedistallo przez fr. piédestal), dawniej podstopie – podwyższenie pomnika, wykorzystywane na płaskorzeźby i napisy okolicznościowe; może stanowić organiczną całość artystyczną z monumentem, jak na przykład w przypadku pomnika Piotra I w Petersburgu; również podstawa kolumny.